# Slovenska narodna vojska
Slovenska narodna vojska (kratica SNV; tudi Slovenska armada Jugoslovanske vojske v domovini) je bila kratkotrajna slovenska protirevolucionarna sila med drugo svetovno vojno.

## Zgodovina
SNV je bila ilegalno ustanovljena 21. januarja 1945 (začetki in načrti so se začeli 29. oktobra 1944) na ukaz Narodnega odbora (NO).
Temelje te nove vojske so sestavljale vse legalne in ilegalne slovenske protirevolucionarne sile:
1. Slovensko domobranstvo,
2. Slovenski narodni varnostni zbor,
3. Gorenjska samozaščita,
4. slovenski četniki,
5. Slovenska legija,
6. Sokolska legija.

Šele 5. oz. 6. aprila 1945 pa so začeli s formacijsko organizacijo SNV, imenovanjem poveljnikov, povišanjem častnikov. Sprva so načrtovali organiziranje dveh armad s 4 divizijami v vsaki armadi in parimi samostojnimi odredi, toda ta preobsežen načrt ni bil realno izvedljiv, zato so se omejili na dve diviziji in dva odreda.
V dejansko operativno stanje je SNV vstopila šele po začetku nemškega umika iz Slovenije, toda takrat so se enote SNV začele umikati proti severu oz. zahodu.

## Organizacija SNV

### Predvidena shema #1
- 1. armada SNV
Gorska divizija SNV
Primorska divizija SNV
Notranjska divizija SNV
Dolenjska divizija SNV
Ribniški odred SNV
Dravski odred SNV
Poveljstvo mesta Ljubljana
- 2. armada SNV
Ljubljanska divizija SNV
 ?

### Predvidena shema #2
- Skupina SNV Novo mesto
- Skupina SNV Rakek
- Skupina SNV Velike Lašče
- Skupina SNV Stična
- Skupina SNV Primorska
- Skupina SNV Gorenjska
- Skupina SNV Štajerska

### Dejanska organizacija
- Ljubljanska divizija SNV
- Gorska divizija SNV
- Dravski odred SNV
- Primorski odred SNV